# Пчеларово (област Кърджали)
 За другото българско село вижте Пчеларово (област Добрич).  
Пчеларово е село в Южна България. То се намира в община Черноочене, област Кърджали.

## География
Село Пчеларово се намира в района на Източните Родопи. Климатът е планински, а въздухът е чист поради отдалечения район, в който се намира селото. Близо до селото се намират три язовира – Мината, Балканска река и Мандадере. В непосредствена близост до селото се намира връх Света Еленка. На изток от него е разположен връх Сток Петра. Пчеларово е известно и със своите минерални извори, които са смятани от хората за лековити.
Заобиколено е от върхове, които носят имена на светии – Сток Петра (Свети Петър), Ста Еленка (Света Еленка). Има и местност на име Божеймя (Божие име).

## История
Старото име на селото е Гованлък или Кованлък (пчелин). Има предание, че в този район имало вековни дъбови гори и орехови дървета, в чиито хралупи се въдели диви пчелни семейства. Има и други версии – първоначално селището се е намирало до разклона Петелово – Николово. Там някакъв млад мъж – Никола, гледал пчелите на бея. По време на чумата хората изоставили това селище и се населили там, където е сега селото.
В центъра на селото се намира Народно читалище „Иван Буюклиев 1926 г.“. В близост до читалището се намира паметникът на Апостола на българската свобода Васил Левски. В центъра на селото се намира паметникът на загиналите пчеларовци в Балканската и Първата световна война, построен през 1940 година.
Вдясно от парка се намира параклис „Св. Троица“ – построен през 2009 от сем. Вътеви, родом от с. Пчеларово. В долната махала на селото се намира църквата „Св. Петка“, построена през 1876 година, същата е обявена за архитектурно-художествен паметник на културата от 19 май 1992 година. От лявата страна на църквата се намира „вековен бял бор“, който е на над 500 години. Обявен за защитен природен обект през 1984 г. Висок е около 25 метра, обиколката на ствола е 3,50 m.

## Население
Численост и дял на етническите групи според преброяването на населението през 2011 г.:
|                     | Численост | Дял (в %) |
| Общо                | 142       | 100,00    |
| Българи             | 129       | 90,84     |
| Турци               | 0         | 0,00      |
| Цигани              | 0         | 0,00      |
| Други               | 0         | 0,00      |
| Не се самоопределят | 0         | 0,00      |
| Неотговорили        | 11        | 7,74      |

## Религии
Основната религия, която се изповядва в село Пчеларово, е християнството за разлика от околните села, в които основната религия на населението е ислямът.

## Културни и природни забележителности
Около чешмата гората е иглолистна, широколистна, а на места е и смесена. Близо до чешмата има тих и спокоен язовир. 
В близост до селото се намира „Желязната чешма“, която е полезна за чревни и бъбречни заболявания.

## Редовни събития
През 2010 година е възобновен ежегодният селски събор. Той се провежда винаги около 24-майските празници.

## Други
В селото има читалище с много богата литература. Има и музей с различни старинни експонати, характеризиращи историята на селото.